# Boehmeria splitgerbera
Boehmeria splitgerbera är en nässelväxtart som beskrevs av Gen-Iti Koidzumi. Boehmeria splitgerbera ingår i släktet Boehmeria och familjen nässelväxter. Inga underarter finns listade i Catalogue of Life.